# Saison 5 de Bob l'éponge
Chronologie
Saison 4 Saison 6
Cet article présente les épisodes de la cinquième saison de la série d'animation télévisée américain Bob l'éponge diffusée du 19 février 2007 au 19 juillet 2009 sur Nickelodeon.
En France, la cinquième saison est diffusée dans les années 2008-2009 sur TF1 puis rediffusée du 5 janvier 2009 au 9 janvier 2010 sur Nickelodeon France.

## Production

### Développement
Le show runner de cette saison est Paul Tibbitt.

## Épisodes
| № | #   | Titre français / Titre original                            | Réalisation                   | Scénario                                                              | Première diffusion | Première diffusion                             | Audiences |
| --- | --- | ---------------------------------------------------------- | ----------------------------- | --------------------------------------------------------------------- | ------------------ | ---------------------------------------------- | --------- |
| 81 | 1   | La Recette secrète Friend or Foe                           | Alan Smart et Tom Yasumi      | Casey Alexander, Zeus Cervas, Mike Mitchell, Steven Banks et Tim Hill | 13 avril 2007      | 5 janvier 2009                                 | -         |
| Dans une nouvelle tentative de Plankton pour voler la recette secrète du pâtée de Krabs, Bob demande au capitaine pourquoi Plankton est-il si méchant. Le capitaine lui raconte alors une histoire bouleversante : quand ils étaient enfants, ils étaient les meilleurs amis du monde. Leur amitié cessa le jour où ils voulaient créer une recette de hamburger. Leur séparation a accidentellement créé la recette secrète pour le capitaine Krabs. |     |                                                            |                               |                                                                       |                    |                                                |           |
| 82a | 2a  | Ce bon vieux Jim The Original Fry Cook                     | Andrew Overtoom               | Luke Brookshier, Tom King, Steven Banks et Dani Michaeli              | 31 juillet 2006    | 6 janvier 2009                                 | -         |
| Jim, un cuistot reconnu mondialement, décide aujourd’hui de se rendre au Crabe Croustillant dans lequel il travaillait avant que Bob ne le remplace. Tout le monde à l'air d'apprécier cet homme, même Carlo, jusqu'au moment où Bob goûte un pâtée confectionner par Jim. C'est le paradis. L'éponge se sent alors rejetée et va demander à Jim de lui enseigner l'art secret du pâté de crabe parfait. Mais cela s'annonce difficile. - Invités : Patton Oswalt (Jim le cuistot) |     |                                                            |                               |                                                                       |                    |                                                |           |
| 82b | 2b  | Les Veilleuses Night Light                                 | Andrew Overtoom               | Casey Alexander et Steven Banks                                       | 1er août 2006      | 6 janvier 2009                                 | -         |
| En lisant une histoire d'horreur avant de dormir, Bob tremble de peur et voit des monstres partout dans les coins sombre de sa maison. Il passe une nuit difficile et arrive grise mine au restaurant. Le capitaine Krabs lui explique que s'il a peur du noir, il n'a qu'à acheter une veilleuse. Il achète alors une grande quantité de veilleuse pour illuminer tous les recoins les plus sombre de sa maison. - Invités : Ernest Borgnine (l'Homme-Sirène), Tim Conway (le Bernard l'Ermite), Mark Hamill (la Mite) |     |                                                            |                               |                                                                       |                    |                                                |           |
| 83a | 3a  | Le Matin chez Patrick Rise and Shine                       | Andrew Overtoom               | Nate Cash et Steven Banks                                             | 2 août 2006        | 7 janvier 2009                                 | -         |
| C'est l'heure de se réveiller, Bob se pose la question : à quoi ressemble un matin chez son ami Patrick. La caméra zoom alors chez Patrick qui se réveille avec son alarme. Il prend son petit-déjeuner avant de se préparer pour la journée. |     |                                                            |                               |                                                                       |                    |                                                |           |
| 83b | 3b  | On attends, on attends ! Waiting                           | Alan Smart                    | Nate Cash, Tuck Tucker et Steven Banks                                | 3 août 2006        | 7 janvier 2009                                 | -         |
| En faisant les courses, Bob voit sur un paquet de céréales qu'il y a un jouet à l'intérieur. Il n'en trouve pas mais en lisant le règlement sur le paquet, il faut qu'il envoie par la poste 99 dessus de boite de céréales pour avoir son jouet. Il s'exécute et attend patiemment devant sa boîte aux lettres de recevoir son cadeau. Il attend, attend.... |     |                                                            |                               |                                                                       |                    |                                                |           |
| 83c | 3c  | La Mousse verte Fugus Among Us                             | Tom Yasumi                    | Casey Alexander, Zeus Cervas et Richard Pursel                        | 29 septembre 2007  | 7 janvier 2009                                 | -         |
| Une mousse verte bizarre qu’apprécie Gary se trouve dans la maison de Bob et finit par atterrir sur lui. Cette mousse provoque des démangeaisons incontrôlés ainsi qu'une prolifération de cette dernière. Bob se retrouve vite recouvert de mousse verdâtre et Carlo la remarque. Il appelle les services sanitaire et Bob est mis en quarantaine. Malgré la quarantaine, Carlo est à son tour contaminé. |     |                                                            |                               |                                                                       |                    |                                                |           |
| 84a | 4a  | Super espions Spy Buddies                                  | Andrew Overtoom               | Luke Brookshier, Tom King et Dani Michaeli                            | 4 août 2006        | 8 janvier 2009                                 | -         |
| Cela fait plusieurs jours que Plankton n'a pas tenté de voler la recette secrète du pâté de crabe, ce qui inquiète le capitaine Krabs. Il charge donc Bob et Patrick de l'espionner pour savoir ce qu'il mijote. Mais ce n'est pas facile avec nos 2 compères maladroit. |     |                                                            |                               |                                                                       |                    |                                                |           |
| 84b | 4b  | La conduite avec Madame Puff Boat Smarts                   | Alan Smart                    | Casey Alexander, Zeus Cervas et Richard Pursel                        | 31 mars 2007       | 8 janvier 2009                                 | -         |
| Cet épisode se présente sous la forme d'un documentaire présenté par Madame Puff qui enseigne les règles de conduite avec un bon conducteur (Carlo Tentacule), et un mauvais conducteur (Bob l'éponge). Bien que Carlo fasse les bonnes choses, Bob trouve toujours le moyen de lui faire avoir un accident. |     |                                                            |                               |                                                                       |                    |                                                |           |
| 84c | 4c  | La Brochure des Tropiques Good Ol' Watshisname             | Alan Smart                    | Casey Alexander, Zeus Cervas et Dani Michaeli                         | 31 mars 2007       | 8 janvier 2009                                 | -         |
| Afin de faire des bénéfices, le capitaine Krabs suggère à ses employés d'appeler les clients par leur prénoms. Carlo quelque peu récalcitrant, monsieur Krabs organise un concours avec à la clé une brochure pour une croisière de rêve. Celui qui nommera le plus de clients remportera le concours. Les résultats sont au coude à coude. Le seul moyen de les départager est de deviner le nom du dernier client mystère. |     |                                                            |                               |                                                                       |                    |                                                |           |
| 85a | 5a  | Bob déménage New Digs                                      | Andrew Overtoom               | Nate Cash, Tuck Tucker et Richard Pursel                              | 9 avril 2007       | 9 janvier 2009                                 | -         |
| N'arrivant pas à s'endormir, Bob fait plusieurs exercice pour se fatiguer et se prépare un sandwich avant de s'endormir sur la table de sa cuisine. Il se réveille le lendemain et arrive en retard au restaurant. Afin de ne plus reproduire cette erreur et écoutant le conseil de Carlo, il décide d'emménager dans le restaurant. Carlo est plutôt content de cette nouvelle car il n'a plus Bob comme voisin à côté de chez lui. Mais le capitaine est hésitant car l'éponge prend toute la place dans son restaurant. |     |                                                            |                               |                                                                       |                    |                                                |           |
| 85b | 5b  | Patinoire, piscine Krabs à la Mode                         | Tom Yasumi                    | Luke Brookshier, Tom King et Eric Shaw                                | 10 avril 2007      | 9 janvier 2009                                 | -         |
| Le temps est plutôt frais à Bikini Bottom et cette fraicheur atteint le Crabe Croustillant. Carlo touche au thermostat afin de se réchauffer. Mais le capitaine Krabs veille au grain : personne n'a le droit de toucher au thermostat. Observant la scène de loin, Plankton s'infiltre discrètement pendant la nuit afin de toucher au thermostat. Le lendemain, le restaurant est gelé. |     |                                                            |                               |                                                                       |                    |                                                |           |
| 86a | 6a  | Le Poing infernal Roller Cowards                           | Alan Smart                    | Luke Brookshier, Tom King et Steven Banks                             | 11 avril 2007      | 9 janvier 2009                                 | -         |
| Une nouvelle attraction est apparu à l'empire du gant : Le Poing Infernal, une attraction très dangereuse pour les amateurs d'adrénaline. Tout excité, Bob et Patrick réserve leur place pour cette attraction. Pendant la nuit, Bob fait un cauchemar à propos de ce manège. Arrivé près du parc, nos 2 compères ont très peur d'y monter dessus. |     |                                                            |                               |                                                                       |                    |                                                |           |
| 86b | 6b  | Le Sceau de l'enfer Bucket Sweet Bucket                    | Larry Liechliter              | Casey Alexander, Zeus Cervas et Richard Pursel                        | 12 avril 2007      | 9 janvier 2009                                 | -         |
| Tombant en ruines, le restaurant de Plankton a besoin de rénovations. Mais il est bien trop petit et faible pour les réaliser. Bob et Patrick passant dans le coin, ils sollicitent leur aide. Le Capitaine Krabs étant en vacances, le plancton décide d'en profiter pour voler la recette secrète. |     |                                                            |                               |                                                                       |                    |                                                |           |
| 87a | 7a  | Patty le pâté To Love a Patty                              | Andrew Overtoom               | Casey Alexander, Zeus Cervas et Eric Shaw                             | 25 août 2007       | 11 janvier 2009                                | -         |
| Bob tombe sous le charme d'un pâtée qu'il vient de confectionner. Il le baptise "Patty". Il tombe sous le charme de ce pâté et va alors s'amuser avec lui comme un véritable personne. Son obsession pour ce pâté sera telle qu'il ne verra pas que ce dernier commence à pourrir. |     |                                                            |                               |                                                                       |                    |                                                |           |
| 87b | 7b  | Le Nouveau Carlo Breath of Fresh Squidward                 | Tom Yasumi                    | Nate Cash, Tuck Tucker et Richard Pursel                              | 25 août 2007       | 11 janvier 2009                                | -         |
| Du fait que Bob et Patrick l'épiait pendant la nuit, Carlo érige une barrière électrifiée autour de sa maison pour les empêcher d'entrer. Pourtant, ils réussissent à y entrer sans problème. N'arrivant pas à les faire sortir, Carlo se fait accidentellement électrocuter par sa barrière. Cet accident provoque un bouleversement dans la tête du calamar : il devient gentil. |     |                                                            |                               |                                                                       |                    |                                                |           |
| 88a | 8a  | L'Argent qui parle Money Talks                             | Alan Smart                    | Luke Brookshier, Tom King et Dani Michaeli                            | 5 mai 2007         | 12 janvier 2009                                | -         |
| Un client au Crabe croustillant désire manger à une table près de la fenêtre où des clients déjeunent déjà. Bob lui dit gentiment de patienter. Il présente alors un billet de 5 dollars pour avoir accès à la table rapidement. Le capitaine éjecte alors les autres clients afin d'installer celui qui vient de payer. Bob lui demande alors pourquoi il a fait ça, ce à quoi le capitaine Krabs lui répond que c'est l'argent qui a parlé. Dès lors, le rêve le plus fou de Monsieur Krabs est de voir l'argent parler. La nuit tombe, le Hollandais Volant a vent de sa mésaventure et lui propose de réaliser son rêve en échange d'un contrat sur son âme. Son rêve devient réalité. Il espère ainsi que son argent invite d'autre amis à venir chez lui. Cependant, son argent désire tout autre chose. |     |                                                            |                               |                                                                       |                    |                                                |           |
| 88b | 8b  | La Machine à pâté SpongeBob vs. the Patty Gadget           | Alan Smart                    | Luke Brookshier et Richard Pursel                                     | 5 mai 2007         | 12 janvier 2009                                | -         |
| Carlo arrive au restaurant accompagné d'une machine qu'il présente au Capitaine Krabs. Cette dernière dit-il permet de cuisiner des pâtés de crabe en un temps record et lui permettrait des économies s'il met Bob l'éponge à la porte. Le cuisiner entendant cela, il défie la machine de Carlo dans un combat de pâtés. |     |                                                            |                               |                                                                       |                    |                                                |           |
| 88c | 8c  | Le Trophée Slimy Dancing                                   | Tom Yasumi                    | Nate Cash, Tuck Tucker et Richard Pursel                              | 12 mai 2007        | 12 janvier 2009                                | -         |
| Carlo s'entraine pour le concours de danse qui aura lieu dans quelques jours afin de remporter le trophée qu'il exposera dans sa vitrine qu'il vient d'acheter. De son côté, Bob et Patrick s'entraine eux aussi pour ce concours. Lors des auditions, Bob et Patrick passent sans difficultés tandis que Carlo échoue lamentablement. Ils les invite chez lui afin de voir de quoi ils sont capables et leur promet que s'ils gagnent le concours, Carlo gardera le trophée. Il montre alors à Bob ce qu'est la danse mais ce dernier n'y arrive pas. Carlo a alors une idée : rentrer dans le corps de Bob et danser avec. |     |                                                            |                               |                                                                       |                    |                                                |           |
| 89a | 9a  | Le Critique gastronomique The Krusty Sponge                | Andrew Overtoom               | Aaron Springer et Eric Shaw                                           | 18 août 2007       | 13 janvier 2009                                | -         |
| Après la visite d'un célèbre critique culinaire, Le capitaine Krabs fait de Bob l'éponge le centre d'intérêt du restaurant : tout change dans le restaurant (sauces, serviette...) et même le nom : l'éponge Croustillant. Cet intérêt va virer à l'obsession, ce qui va mener monsieur Krabs à vendre des pâtés de crabe en éponge qui va empoisonner les clients. Monsieur Krabs se retrouve devant le juge. - Invités : Gene Shalit (René Scalope) |     |                                                            |                               |                                                                       |                    |                                                |           |
| 89b | 9b  | Le Poème de Patrick Sing a Song of Patrick                 | Alan Smart                    | Luke Brookshier, Tom King et Steven Banks                             | 18 août 2007       | 13 janvier 2009                                | -         |
| En lisant une publicité dans une BD, Patrick rédige un poème qui sera enregistré en musique, malgré la difficulté à réfléchir à des paroles à tel point que son cerveau fume des odeurs désagréable. Ayant fini, sa musique est un véritable fiasco qui est rejeté par la station de radio tellement elle est horrible, contrairement à Bob qui l'adore. Ils décident donc de la faire passer en fixant un tourne-disque sur l'antenne de la station. |     |                                                            |                               |                                                                       |                    |                                                |           |
| 90a | 10a | La Puce de Sandy A Flea in Her Dome                        | Andrew Overtoom               | Casey Alexander, Zeus Cervas et Steven Banks                          | 25 juin 2007       | 14 janvier 2009                                | -         |
| Sandy revient d'un congrès scientifique de son pays d'origine et Bob ainsi Patrick organise une fête pour le retour de cette dernière. Mais un inconvénient subsiste : Sandy est revenu avec un puce dans sa fourrure. Cela provoque des ennuis piquants. Bien qu'elle possède une ceinture anti-puces, cela deviendra inutile à partir du moment où les puces se reproduisent en masse. |     |                                                            |                               |                                                                       |                    |                                                |           |
| 90b | 10b | Le Beignet Calamité The Donut of Shame                     | Tom Yasumi                    | Nate Cash et Dani Michaeli                                            | 26 juin 2007       | 14 janvier 2009                                | -         |
| Se réveillant sur le plafond de Bob après une fête réussi, Patrick remarque un beignet au chocolat. Il l'embarque chez lui afin de le déguster. Mais il se rappelle d'une chose : ce beignet était dans la main de son ami, il lui appartient donc. Il va donc tant bien que mal tenter de cacher ce beignet. Bob l'appelle en lui disant qu'il a filmé la fête (ainsi le beignet dans sa main avant de s'endormir) et qu'il arrive chez lui pour la visionner. Patrick commence à paniquer. |     |                                                            |                               |                                                                       |                    |                                                |           |
| 90c | 10c | La Tache, tache, tache The Krusty Plate                    | Tom Yasumi                    | Tuck Tucker et Eric Shaw                                              | 27 juin 2007       | 14 janvier 2009                                | -         |
| Le capitaine Krabs remarque une tache sur une assiette que Bob pensait avoir bien nettoyée. Il doit donc l'enlever. Mais cette tache se révèle coriace. Bob emploie les grands moyens. |     |                                                            |                               |                                                                       |                    |                                                |           |
| 91a | 11a | Le Gaz areux areux Goo Goo Gas                             | Alan Smart                    | Luke Brookshier, Tom King et Dani Michaeli                            | 5 janvier 2008     | 15 janvier 2009                                | 4,95      |
| Dans une nouvelle tentative de voler la recette secrète du pâté de crabe, Plankton se promène au parc afin de contrer la puissance de Krabs car il est trop faible. Il voit alors une femme qui s'amuse avec son bébé. Plankton pense alors que si Krabs était un bébé, il ne pourrait pas l'arrêter. Il tend donc un piège à son rival et l'asperge d'un gaz qui transforme en bébé. Mais Bob étant dans le coin, apprend la vérité à cause de Plankton qui pensait à voix haute. Il décide alors de se débarrasser de l'éponge. |     |                                                            |                               |                                                                       |                    |                                                |           |
| 91b | 11b | Échange de chef Le Big Switch                              | Tom Yasumi                    | Nate Cash, Tuck Tucker et Richard Pursel                              | 29 septembre 2007  | 15 janvier 2009                                | -         |
| Le Capitaine Krabs décide de tenter une expérience d'échange de chef afin de doubler les bénéfices de son restaurant. Bob est alors envoyé dans un restaurant de luxe à l'autre bout de Bikini Bottom, tandis que le Crabe croustillant reçoit en échange le service d'un chef étoilé. Cependant, il y a des inconvénients : Bob ne sait cuisiner que des pâtés de crabe alors qu'au Crabe croustillant, les services du chef étoilé sont hors de prix. |     |                                                            |                               |                                                                       |                    |                                                |           |
| 92 | 12  | L'Amulette d'Atlantis Atlantis SquarePantis                | Andrew Overtoom               | Casey Alexander, Zeus Cervas, Steven Banks et Dani Michaeli           | 12 novembre 2007   | 28 mai 2008 (TF1)16 janvier 2009 (Nickelodeon) | 9,22      |
| Bob et Patrick s'amusent à donner des formes en faisant des bulles, mais ils sont tristes car les bulles qu'ils font éclatent avant qu'ils puissent les photographier. Bob décide de faire une grande bulle pour qu'elle tienne et est suffisamment grande pour qu'elle les englobe tous les 2 et les fait voler en l'air. Ils finissent par atterrir dans une grotte où se trouve un morceau de relique. Ils l'embarquent au musée pour savoir de quoi il s'agit. C'est là que Carlo intervient en croyant qu'ils étaient en train de voler un morceau de l'amulette d'Atlantis. Voulant la remettre à sa place, Carlo découvre que l'amulette est déjà entreposée et qu'il tient entre ses mains la partie manquante pour la reconstituer. Il raconte alors la légende comme quoi Atlantis est une civilisation à la pointe de la technologie au summum de l'art, de la richesse. Par ailleurs, elle garde comme trésor la plus ancienne bulle qui existe au monde. En rassemblant l'amulette, un bus futuriste fait irruption dans le musée avec comme destination Atlantis. Ce bus particulier fonctionne grâce au pouvoir de la chanson. Ainsi, Bob, Patrick, Carlo, Sandy et Monsieur Krabs (et Plankton qui se cache) embarquent pour la cité perdue. Ils finissent par atterrir en urgence dans cette merveilleuse cité et sont accueillis par le maitre des lieux qui leur fait visiter tout ce qu'ils désirent : la salle des coffres, le laboratoire futuriste, la galerie des arts et enfin le monument le plus sacré de leur civilisation : la plus ancienne bulle au monde. - Invités : David Bowie (Sa Majesté Royale Régnante, dit le Roi Heureux LRH) - Note : Il s'agit du premier téléfilm de Bob l'éponge, d'une durée de 45 minutes |     |                                                            |                               |                                                                       |                    |                                                |           |
| 93a | 13a | Le Jour de la Photo Picture Day                            | Alan Smart                    | Casey Alexander et Dani Michaeli                                      | 29 juin 2007       | 17 janvier 2009                                | -         |
| Cette journée est spéciale pour Bob : c'est le jour de la photo dans livre de souvenir de l'école. Il se doit donc d'être impeccable. Mais en sortant de chez lui, il trouve toujours le moyen de se tâcher. Il cherche donc à rester prudent et évite tous les ennuis pour arriver tout propre à l'école de conduite. |     |                                                            |                               |                                                                       |                    |                                                |           |
| 93b | 13b | Pas d'argent pour payer Pat No Pay                         | Alan Smart                    | Zeus Cervas et Dani Michaeli                                          | 27 octobre 2007    | 17 janvier 2009                                | -         |
| Patrick arrive affaibli au restaurant et ne sait pas ce qui lui arrive. Bob voit qu'il a simplement faim. Le capitaine refusant de le nourrir gratuitement, Patrick dit qu'il a de quoi payer. S'empiffrant d'une centaine de pâtés de crabe, il n'a pas un seul argent, pensant qu'être malade était un moyen de payer. Il est forcé de travailler au restaurant pour rembourser sa dette. |     |                                                            |                               |                                                                       |                    |                                                |           |
| 93c | 13c | Black Jack le cousin BlackJack                             | Alan Smart                    | Casey Alexander, Zeus Cervas et Richard Pursel                        | 27 octobre 2007    | 17 janvier 2009                                | -         |
| Bob reçoit une mauvaise nouvelle : son cousin délinquant Black Jack est sorti de prison. Il lui annonce dans une lettre qu'il détient ses parents et qu'il doit venir lui rendre visite s'il veut les sauver. Il rend visite à ses parents mais leur maison est mise en quarantaine et recouverte de plastique. Il rend alors visite à sa grand-mère puis à son oncle qui est chasseur de voyous. L'oncle étant à la retraite, il refuse de l'aider mais veut bien le conduire chez Black Jack. - Invités : Marion Ross (la grand-mère de Bob) |     |                                                            |                               |                                                                       |                    |                                                |           |
| 94a | 14a | Le Coquard Blackened Sponge                                | Tom Yasumi                    | Greg Miller, Aaron Springer et Eric Shaw                              | 20 octobre 2007    | 18 janvier 2009                                | -         |
| En plein rêve, Bob est un super-héros du far-west plein de muscles affrontant le terrible Jack M, le poisson fou. Il se réveille en se remémorant son rêve. Mais il lui arrive un accident stupide et il se retrouve avec un œil au beurre noir. Il a trop honte et décide de cacher cette erreur en racontant à la place le rêve qu'il a fait sur le méchant Jack M. Jusqu'au moment où un homme ressemblant à son méchant arrive au restaurant. |     |                                                            |                               |                                                                       |                    |                                                |           |
| 94b | 14b | Au Crabe Croustillant, en avant ! Mermaid Man vs SpongeBob | Tom Yasumi                    | Nate Cash, Tuck Tucker et Eric Shaw                                   | 20 octobre 2007    | 18 janvier 2009                                | -         |
| Une publicité d'un menu enfant au Crabe Croustillant avec l'Homme-Sirène et le Bernard l'Ermite provoque un véritable succès au restaurant du Capitaine Krabs. Cela énerve Plankton en voyant aussi sa FEME Karen ramener un menu enfant au sceau de l'Enfer. Il lui vient alors une idée : retourner les héros préférés de Bikini Bottom contre le Crabe Croustillant en les manipulant avec un produit contrôlant leur cerveaux. - Invités : Ernest Borgnine (l'Homme-Sirène) et Tim Conway (le Bernard l'Ermite) |     |                                                            |                               |                                                                       |                    |                                                |           |
| 95a | 15a | L'Île de l'enfer The Inmates of Summer                     | Alan Smart                    | Chris Reccardi, Aaron Springer et Dani Michaeli                       | 23 novembre 2007   | 19 janvier 2009                                | -         |
| Patrick est triste de voir partir Bob en colonie de vacances. Leur tristesse dure tellement longtemps que le bateau qui devait emmener Bob s'en va sans qu'il ne le remarque. Bob demande à Patrick de l'accompagner pour s'amuser en colonie avec lui. Ils montent tous les deux sur le bateau qui les emmène... vers une prison infernale ! - Invités : R. Lee Ermey (le gardien de la prison) |     |                                                            |                               |                                                                       |                    |                                                |           |
| 95b | 15b | Le Test du survivant To Save a Squirrel                    | Alan Smart                    | Luke Brookshier, Nate Cash et Dani Michaeli                           | 23 novembre 2007   | 19 janvier 2009                                | -         |
| Bob et Patrick suivent Sandy en cachette dans sa Jeep qui participe à un parcours du survivant dans la nature sauvage et avait refusé que ces derniers viennent car ils ne connaissaient pas la vie sauvage. Par mégarde, Bob et Patrick tombent de la voiture et se retrouvent livrés à eux-mêmes dans la nature. |     |                                                            |                               |                                                                       |                    |                                                |           |
| 96 | 16  | Un ancêtre célèbre Pest of the West                        | Andrew Overtoom et Tom Yasumi | Luke Brookshier, Tom King, Steven Banks et Richard Pursel             | 11 avril 2008      | 20 janvier 2009                                | 6,10      |
| Patrick arrive au restaurant en hurlant l'arrivée d'une horde d'animaux sauvages dans le but de rendre hommage à son ancêtre qui autrefois avait prévenu au XVIIe siècle les habitants de la ville de l'arrivée d'une horde de coquillages mangeurs d'hommes. Bob apprend aussi que l'arrière-arrière-grand-père du Capitaine Krabs a inventé un piège à ours comme antivol dans les portefeuilles. Il apprend aussi que la grand-tante de Sandy fut la première écureuil à découvrir du pétrole au Texas. Cela attriste Bob qui ne possède pas d'ancêtre connu. Sandy lui donne un coup de main et vont aux archives municipales afin de fouiller l'arbre généalogique de Bob. Dans un livre sur les familles célèbres de Bikini Bottom, on découvre l'histoire de Buck l'éponge carrée, l'ancêtre de Bob l'éponge qui a autrefois sauvé la ville de Bikini Ravin du terrifiant Plankton Nakunœil. |     |                                                            |                               |                                                                       |                    |                                                |           |
| 97a | 17a | Le Restaurant itinérant 20,000 Patties Under the Sea       | Tom Yasumi                    | Chris Reccardi, Aaron Springer et Richard Pursel                      | 23 novembre 2007   | 2 janvier 2010                                 | -         |
| En chassant la méduse, Bob et Patrick trouve quelque chose de mystérieux qui sort de terre. En le déterrant, il s'agit d'un sous-marin avec lequel ils s'amusent. D'un autre côté, le capitaine Krabs cherche à faire des bénéfices pour son restaurant mais ne trouve pas d'idée, Carlo lui suggère de faire des livraisons à domicile mais ne sait pas comment faire ce service. C'est là que Bob et Patrick arrive au restaurant avec le sous-marin. Le Krabs Croustillant Itinérant ouvre ses portes. - Invités : Gene Simmons (le monstre marin) |     |                                                            |                               |                                                                       |                    |                                                |           |
| 97b | 17b | La Bataille de Bikini Bottom The Battle of Bikini Bottom   | Andrew Overtoom               | Luke Brookshier, Nate Cash et Eric Shaw                               | 23 novembre 2007   | 2 janvier 2010                                 | -         |
| En voyant une reconstitution de l'époque, Bob apprend qu'il y avait une bataille historique à Bikini Bottom. Patrick lui explique que lors de cette bataille, il existait 2 clans : les personnes qui faisait attention à leur hygiène et ceux qui ne se lavaient pas. Bob apprend alors que Patrick ne se lave jamais et repense à toutes les choses qu'il touchait avec ses mains. Bob décide laver Patrick. Ce dernier refuse et une dispute éclate. Les 2 compères décident de participer à la bataille historique en affrontant à coup de crasse et de produits d'hygiène. |     |                                                            |                               |                                                                       |                    |                                                |           |
| 98 | 18  | Bob Qui ? Espèce d'idiot What Ever Happened to SpongeBob?  | Alan Smart et Tom Yasumi      | Casey Alexander, Zeus Cervas et Steven Banks                          | 13 octobre 2008    | 3 octobre 2009                                 | 7,70      |
| Cette journée est placée sous le signe de la malchance chez notre ami Bob qui enchaîne les catastrophes chez ses amis. Tout le monde le traite d'idiot. Avec autant de peine, le pauvre Bob l'éponge quitte Bikini Bottom afin de ne plus reproduire de catastrophe. Mais la nuit tombe et des gens bizarres rodent dans le coin. Voulant les fuir, l'éponge trébuche d'une falaise et tombe plusieurs fois sur la tête. Le lendemain, il se réveille et a perdu la mémoire. Des brigands lui disent qu'il s'appelle Soufflé au Fromage. En trouvant dans sa poche du liquide à bulles, les brigands paniquent et prennent la fuite. On découvre alors que Bob est arrivé dans une nouvelle ville où les bulles sont interdites. - Invités : Ray Liotta (leader du groupe "les éclateurs de bulles") |     |                                                            |                               |                                                                       |                    |                                                |           |
| 99a | 19a | Adorable Carlo The Two Faces of Squidward                  | Tom Yasumi                    | Charlie Bean, Aaron Springer et Steven Banks                          | 18 février 2008    | 9 janvier 2010                                 | -         |
| Bob et Patrick s'amusent à chanter dans la cuisine du Crabe Croustillant. Cela énerve Carlo qui recherche la tranquillité. Le calamar finit par être énervé et décide d'aller voir Bob dans sa cuisine pour l'engueuler, mais il se fait accidentellement claquer la porte sur le visage par ce dernier. Il se retrouve à l’hôpital pendant 2 semaines et au moment d'enlever les bandages sur sa tête, c'est la surprise : son visage est différent et tout le monde l'adore. |     |                                                            |                               |                                                                       |                    |                                                |           |
| 99b | 19b | Les Notes de musique SpongeHenge                           | Andrew Overtoom               | Casey Alexander, Zeus Cervas et Richard Pursel                        | 18 février 2008    | 9 janvier 2010                                 | -         |
| Des vents violents soufflent sur Bikini Bottom et affectent les pores spongieux de Bob qui provoque une musique mélodieuse appréciée par les méduses. Ce vent est problématique car Bob est léger et se fait facilement emporter par les airs. De plus, la musique attire de plus en plus de méduses qui lui attirent des problèmes et l'enferment dans une grotte. Il cherche un moyen de leur échapper. |     |                                                            |                               |                                                                       |                    |                                                |           |
| 100a | 20a | Les Dorades infernales Banned in Bikini Bottom             | Alan Smart                    | Aaron Springer et Steven Banks                                        | 23 novembre 2007   | 9 janvier 2010                                 | -         |
| Une dame avec son groupe arrive au restaurant afin de commander la spécialité du restaurant. Elle découvre alors Bob sautant de joie et chantant sur tous les toits qu'il adore cuisiner les pâtés de crabes. La vieille dame révèle alors son identité : Dorade Infernale, membre d'une communauté de personnes contre tout ce qui est joyeux et amusant. Elle fait condamner le restaurant grâce au chef de la police qui est son mari. Le capitaine Krabs est désemparé mais il trouve une idée : ouvrir secrètement un restaurant, et il le fait chez Bob. |     |                                                            |                               |                                                                       |                    |                                                |           |
| 100b | 20b | Cousin Stanley Stanley S. SquarePants                      | Andrew Overtoom               | Luke Brookshier, Nate Cash et Eric Shaw                               | 23 novembre 2007   | 9 janvier 2010                                 | -         |
| Bob reçoit la visite de son cousin Stanley envoyé par son oncle car il détruit tout ce qu'il touche. Il demande donc à son neveu Bob de trouver un travail pour son cousin, mais ce n'est pas facile. Carlo s'enfuit en le voyant, Sandy a sa combinaison déchirée après que Stanley ait trébuché. Arrivant au restaurant, le capitaine Krabs demande à Bob si son cousin est aussi efficace que lui. Il hésite un instant et répond par l'affirmatif, ce qui rend le capitaine heureux. Mais les ennuis arrivent vite : Stanley détruit la caisse enregistreuse, néglige le poste de Carlo et casse la spatule de Bob. - Invités : Christopher Guest (Cousin Stanley) |     |                                                            |                               |                                                                       |                    |                                                |           |